# Dálmatas
Os dálmatas (em latim: Dalmatae ou Delmatae; em grego medieval: Δαλμᾶται) foram um povo que habitou a região que viria a ser conhecida como Dalmácia após a conquista romana, a costa do mar Adriático da atual Croácia, entre os rios Krka e Neretva. Os dálmatas costumam ser classificados como uma tribo dos ilírios embora por boa parte de sua história tenham sido independentes do reino ilírio que ocupava a sua fronteira meridional.[carece de fontes?]
Os dálmatas aparecem no registro histórico pela primeira vez em 181 a.C., quando após a morte de seu governante Pleurato III do reino da Ilíria, eles se recusaram a aceitar o governo de seu filho, Gêncio, e se separaram. Eles se expandiram e passaram a incluir tribos costeiras da Ilíria como os tariotes, os hilos e os nestos e aumentaram seu território ao norte contra os liburnos. O conflito com o expansionismo romano e seus aliados locais no leste do Adriático começou em 156-55 a.C.. As Guerras Romano-Dálmatas duraram até 33 a.C., quando Otaviano (o posterior imperador Augusto) instalou a hegemonia romana na Dalmácia. A instabilidade local e pequenas rebeliões continuaram na província da Dalmácia culminou na Grande Revolta da Ilíria na Dalmácia e estreitamente ligada à Panônia em 6 d.C.. A revolta, que durou três anos, envolveu mais de meio milhão de combatentes, auxiliares e civis de ambos os lados. Na sequência, algumas comunidades dálmatas foram realocadas na região norte de Sanjaco e outras foram reassentadas em partes da Caríntia para fornecer mão de obra para as minas romanas. A derrota da revolta deu início à integração da Dalmácia, que por sua vez levou à romanização da região no início da Idade Média.[carece de fontes?]

## História

Mapa representando a região do Adriático na época pré-romana, mostrando várias tribos da Ilíria e a extensão do território de algumas tribos

Os dálmatas aparece no registro histórico em 181 a.C. A morte de Pleurato III do reino da Ilíria e a sucessão por seu filho Gêncio levaram os dálmatas a não reconhecer seu governo e se separar completamente. Os daorsos, que viviam ao sul dos dálmatas, fizeram o mesmo. Ao longo dos séculos, os dálmatas e ardieus estavam entre os grupos ilírios que expandiram seu território para o norte às custas dos liburnos. Os dálmatas podem ter sido originalmente empurrados para a costa por causa das migrações celtas na Panônia. Estrabão escreve que o território dos dálmatas foi dividido em um interior (atual Tropojë) e uma região costeira dos Alpes Dináricos. Delmínio, o assentamento de sua capital, estava localizado perto da atual Tomislavgrado.
A primeira guerra da Dalmácia em 156-155 a.C. terminou com a destruição da capital Delmínio pelo cônsul Cipião Násica. A segunda guerra da Dalmácia foi travada em 119-118 a.C., aparentemente terminando com a vitória romana, pois o cônsul L. Cecílio Metelo celebrou o triunfo em 117 a.C. e assumiu seu sobrenome Dalmático. A terceira guerra dálmata 78-76 a.C. terminou com a captura de Salona (porto Solino próximo à cidade moderna de Split) pelo procônsul C. Coscônio.

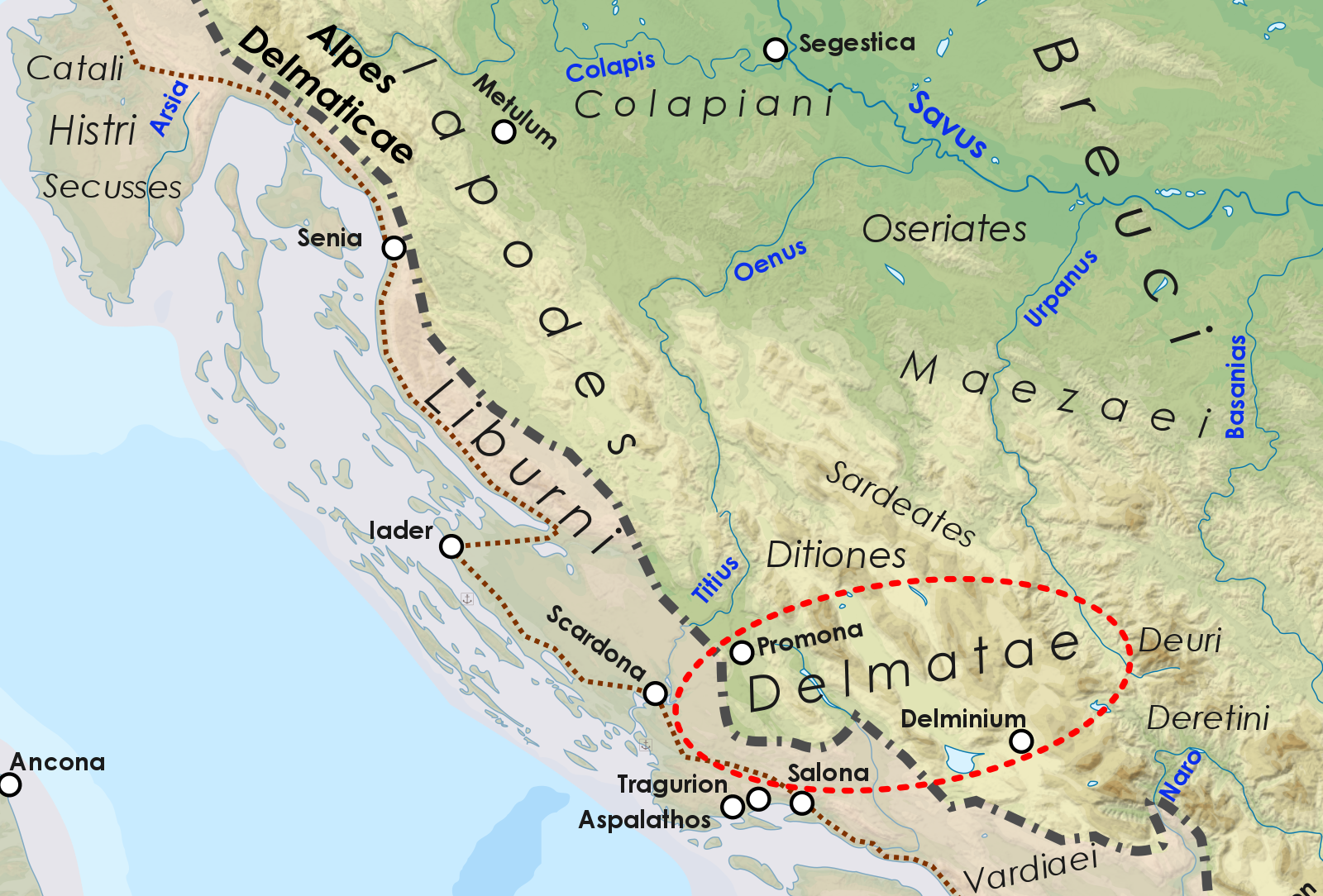
Dálmatas em Ilírico, c.

Durante a Guerra Civil Romana de 49-44 a.C., os dálmatas apoiaram Pompeu contra as colônias romanas costeiras que apoiaram César e lutaram continuamente contra os generais cesarianos Gabínio e Vatínio. Após a derrota de Pompeu, eles continuaram a lutar contra as legiões romanas na Dalmácia. O quarto e último conflito ocorreu de 34-33 a.C. durante a expedição de Otaviano a Ilírico por causa de suas revoltas iterativas, e terminou com a captura da nova capital da Dalmácia - Setóvio (agora Klis). As últimas revoltas de dálmatas sob seu líder federal Bato, contra os romanos foram em 12 a.C. e a Grande Revolta da Ilíria em 6-9 d.C.; ambos também falharam e acabaram com uma pacificação terminal dos belicosos dálmatas.[carece de fontes?]

## Cultura
Os vestígios arqueológicos sugerem que sua cultura material era mais primitiva do que as das antigas tribos vizinhas, especialmente em comparação com os liburnos mais antigos. Apenas sua produção de armas era bastante avançada. Sua elite tinha apenas casas construídas de pedra, mas numerosos pastores dálmatas ainda se estabeleceram em cavernas naturais, e um detalhe característico em suas roupas usuais era o gorro de pele.[carece de fontes?]
Sua sociedade nômade tinha uma forte estrutura patriarcal, consistindo principalmente de pastores, guerreiros e seus chefes. Suas principais tarefas eram a criação extensiva de gado e a pilhagem iterativa de outras tribos vizinhas e de cidades costeiras do Adriático.